# 桂春蝶
桂 春蝶（かつら しゅんちょう）は、上方落語の名跡。当代は三代目。
初代は「はるちょう」と読んでいた。他にも二代目桂春團治の後援会誌『月刊春團治』に春蝶の名が記載されているが、現在は代数に数えられていない。
他にも三代目桂春團治の二代目桂福團治時代からの弟子に桂春朝がいたが後に廃業した。
- 初代桂春蝶 - 後∶二代目桂春團治
- 二代目桂春蝶 - 三代目の実父。
- 三代目桂春蝶 - 当代、二代目春蝶の実子。